# Aleksander Pawlak
Aleksander Pawlak (Płock, 14 novembre 2001) è un calciatore polacco, difensore dell'ŁKS in prestito dal Wisła Płock.

## Carriera
Cresciuto nel settore giovanile del Wisła Płock, debutta in prima squadra il 15 febbraio 2020, subentrando dalla panchina nei minuti finali dell'incontro di Ekstraklasa pareggiato per 0-0 contro il ŁKS; nel resto della stagione 2019-2020 gioca poi altre tre partite di campionato, a cui ne aggiunge due (ed anche due presenze in Coppa di Polonia) nella stagione 2020-2021. Nella stagione 2021-2022 viene ceduto in prestito allo Stomil Olsztyn, in seconda divisione, ma dopo sole quattro presenze nel dicembre del 2021 fa ritorno al Wisła Płock, con cui nel resto dell'annata gioca sette partite in Ekstraklasa e segna un gol, il suo primo in carriera tra i professionisti, sbloccando il risultato nel corso del primo tempo della sfida del 21 maggio 2022 vinta per 3-0 in casa contro lo Stal Mielec. Rimane poi in rosa anche per la stagione 2022-2023.

## Statistiche

### Presenze e reti nei club
Statistiche aggiornate all'11 novembre 2022.
| Stagione           | Squadra            | Campionato         | Campionato | Campionato | Coppe nazionali | Coppe nazionali | Coppe nazionali | Coppe continentali | Coppe continentali | Coppe continentali | Altre coppe | Altre coppe | Altre coppe | Totale | Totale |
| Stagione           | Squadra            | Comp               | Pres       | Reti       | Comp            | Pres            | Reti            | Comp               | Pres               | Reti               | Comp        | Pres        | Reti        | Pres   | Reti   |
| ------------------ | ------------------ | ------------------ | ---------- | ---------- | --------------- | --------------- | --------------- | ------------------ | ------------------ | ------------------ | ----------- | ----------- | ----------- | ------ | ------ |
| 2019-2020          | Wisła Płock        | EK                 | 4          | 0          | CP              | -               | -               |                    | -                  | -                  |             | -           | -           | 4      | 0      |
| 2020-2021          | Wisła Płock        | EK                 | 2          | 0          | CP              | 2               | 0               |                    | -                  | -                  |             | -           | -           | 4      | 0      |
| lug.-dic. 2021     | Stomil Olsztyn     | 1L                 | 4          | 0          | CP              | -               | -               |                    | -                  | -                  |             | -           | -           | 4      | 0      |
| gen.-giu. 2022     | Wisła Płock        | EK                 | 7          | 1          | CP              | -               | -               |                    | -                  | -                  |             | -           | -           | 7      | 1      |
| 2022-2023          | Wisła Płock        | EK                 | 13         | 1          | CP              | 2               | 0               |                    | -                  | -                  |             | -           | -           | 15     | 1      |
| Totale Wisła Płock | Totale Wisła Płock | Totale Wisła Płock | 26         | 2          |                 | 4               | 0               |                    | -                  | -                  |             | -           | -           | 30     | 2      |
| Totale carriera    | Totale carriera    | Totale carriera    | 30         | 2          |                 | 4               | 0               |                    | -                  | -                  |             | -           | -           | 34     | 2      |